# Palanga
Pour la localité de république démocratique du Congo, voir Palanga (république démocratique du Congo).
Palanga (en samogitien : Palonga, en allemand : Polangen) est une station thermale et balnéaire de l'ouest de la Lituanie, sur la rive de la mer Baltique. La municipalité de Palanga-ville fait partie de l'apskritis de Klaipėda.

## Géographie

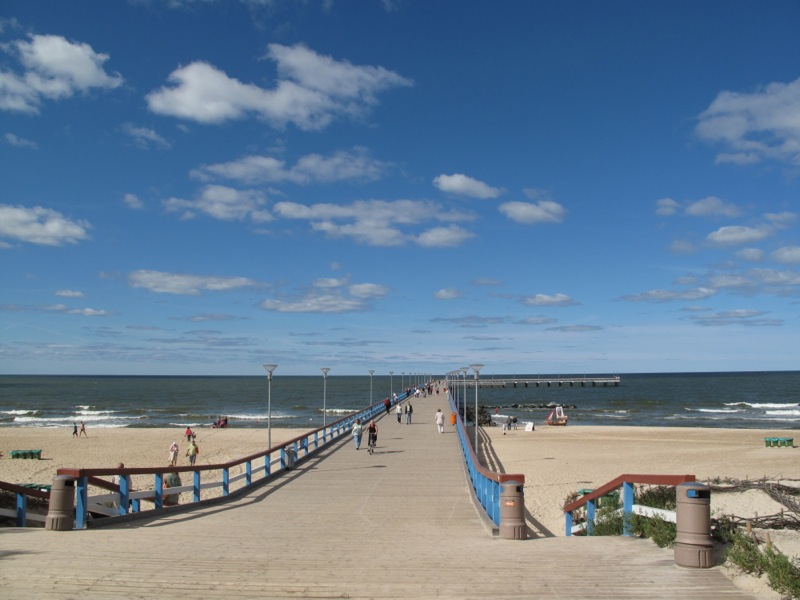
La jetée de Palanga sur la côte Baltique.

La ville est située dans l'extrême ouest de la région de Samogitie, à 25 kilomètres au nord de Klaipėda, proche de la frontière limitrophe avec la Courlande. Le territoire de la commune comprend également la station balnéaire de Šventoji, située à 10 kilomètres au sud, où le fleuve Šventoji débouche dans la mer Baltique.
La route magistrale 13 le long de la côte relie la ville à Klaipėda et à la frontière lettonne. La route magistrale 11 méne à Kretinga et continu jusqu'à Šiauliai à 147 km à l'est. L'aéroport international de Palanga se trouve à 7 km au nord du centre-ville.
La commune de Palanga compte 17 574 habitants (recensement de 2009). Sa population est à 95 % lituanienne, le reste se partageant entre Russes, Polonais et Lettons.

## Histoire
Avant la formation du grand-duché de Lituanie au XIIe siècle, la Samogitie était habitée par des tribus curoniennes et samogitiennes ; elle était connue pour le commerce de l'ambre. La région devint un territoire vassal des grands-ducs, même si leur influence y fut parfois très limitée. La ville fut mentionnée pour la première fois en 1161 ; les chartes danoises et de l'ordre des chevaliers Teutoniques l'indiquent sous le nom de Polangen, nom officiel qu'elle gardera jusqu'en 1918. Elle devient objet de conflits avec les chevaliers Porte-Glaive en Courlande, qui se sont terminés d'abord par leur défaite à la bataille du Soleil en 1236.

La Samogitie soumise aux affrontements entre la Lituanie et l'État teutonique, 1308-1455.

Cependant, les chevaliers ont ensuite fondé l'ordre de Livonie sur intervention du pape Grégoire IX et s'unirent avec l'ordre Teutonique en Prusse au sud. À partir de 1272, les chevaliers Teutoniques ont commencé à soumettre la région prusienne de Scalovie (la « Petite Lituanie ») s'étendant sur les rives de la rivière Niémen jusqu'à Klaipėda (Memel) au sud. Pressée de deux côtés, la ville toutefois restera sous la domination lituanienne. De l'autre, les contre-attaques des grands-ducs lituaniens échouent à la bataille de la Strėva en 1348. Après la bataille de Grunwald en 1410, l'ordre Teutonique renonçait explicitement à la Samogitie ; la ligne de démarcation entre les territoires lituaniens et l'État teutonique en Prusse a été définitivement imposée par le traité du lac du Meln en 1422 et la paix de Brest en 1435. Pendant des siècles, elle se dessinait au nord du village de Nemirseta (Nimmersatt) qui appartient désormais à la municipalité de Palanga.
Au long de siècles, le grand-duché de Lituanie n'était relié à la mer que par le port de Palanga. Rattachée au territoire autonome du duché de Samogitie, à partir de 1569 sous la suzeraineté lituanienne de la république des Deux Nations, la ville conservera la foi catholique, à l'inverse de ses voisins, le duché de Prusse au sud et le duché de Courlande en Livonie au nord. Lors de la grande guerre du Nord, Palanga fut ravagée par l'armée suédoise en 1705.

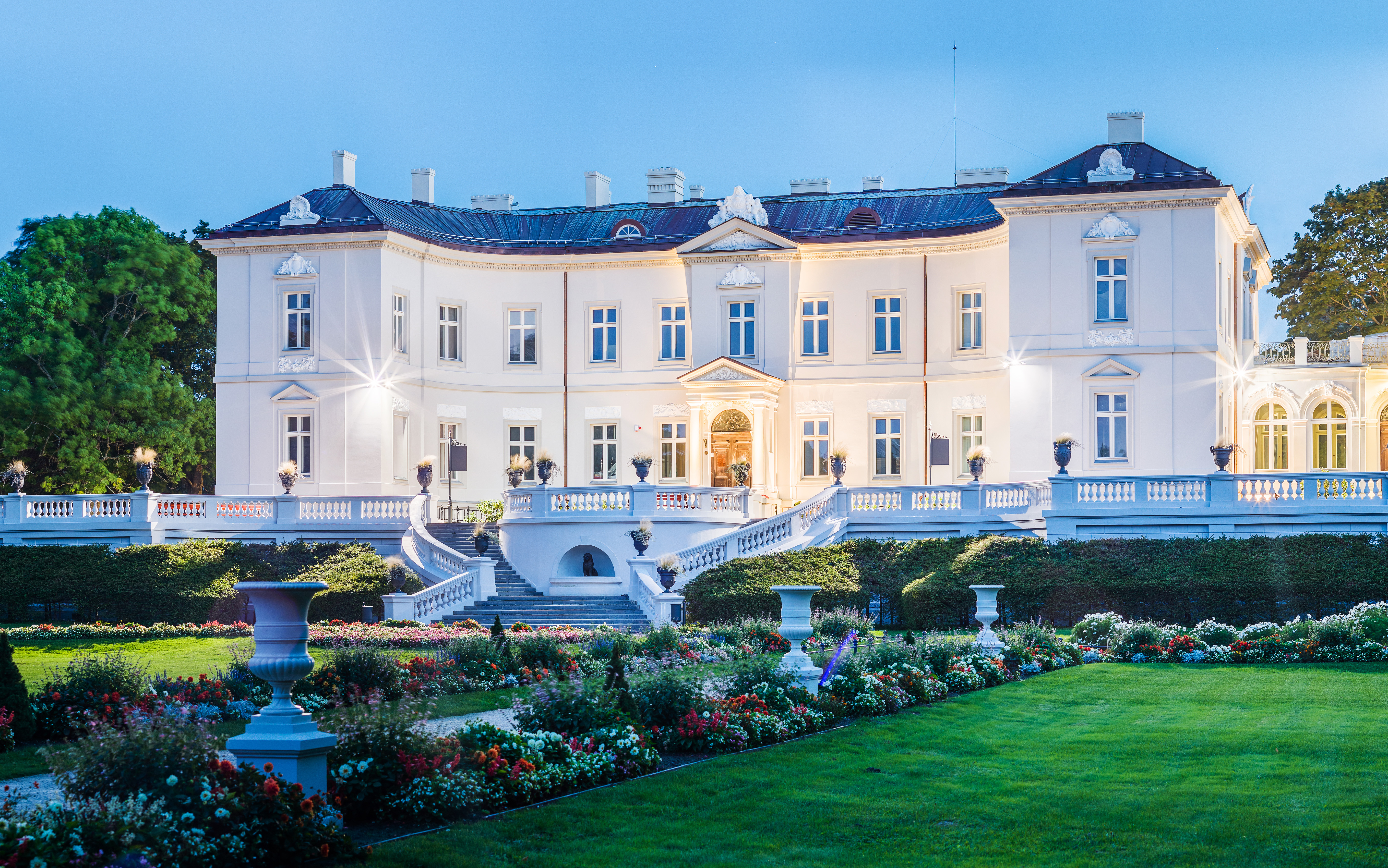
Le château Tyszkiewicz (en lituanien Tiškevičių rūmai) qui abrite aujourd'hui un musée de l'ambre.

Au cours du troisième partage de la Pologne en 1795, la ville a été annexée par l'Empire russe. En 1819, le volost de Palanga fut incorporé dans le gouvernement de Courlande qui y confinait au royaume de Prusse (la province de Prusse-Orientale) au sud. À partir de 1824, la ville appartint aux domaines du comte Tyszkiewicz, d'une antique famille de Lituanie et dont le fils sera un fameux égyptologue. En 1867, y vivaient 1 414 personnes dans 164 maisons. Au recensement de 1897, le nombre d'habitants était passé à 2 419. Le descendant du comte Tyszkiewicz fit aménager la ville, devenue une station balnéaire à la mode, et se fit construire une splendide villa avec un parc botanique qui se visite encore aujourd'hui.
La ville fut occupée par l'armée allemande pendant la Première Guerre mondiale, à l'issue de laquelle il y eut une révolte bolchévique. Elle fut rattachée entre 1919 et 1921 à la nouvelle Lettonie indépendante. Cependant, la majorité de la population étant lituanienne, un conflit surgit entre la nouvelle Lituanie et la Lettonie. Le 21 mars 1921, après l'arbitrage d'une commission internationale, Palanga fut rattachée enfin à la Lituanie, et les régiments lettons quittèrent la ville. En juin 1940, elle devint soviétique, puis fut occupée jusqu'en 1944 par l'armée du Troisième Reich. En juin et août 1941, plusieurs centaines de Juifs seront assassinés dans la forêt aux abords de la ville dans le cadre de la Shoah par balles. À l'issue de la Seconde Guerre mondiale, elle fit partie de la république socialiste soviétique de Lituanie, membre de l'URSS.
Depuis 1991, Palanga fait partie de la république de Lituanie, nouvellement indépendante. En 2013, la ville a été élue « capitale de la Culture lituanienne ».

## Sport
- FK Palanga club de football.

## Musée
- Palanga Amber Museum

## Jumelages et coopérations
La ville de Palanga est jumelée avec :
- Simrishamn (Suède)
- Frederiksberg (Danemark)
- Pärnu (Estonie)
- Jurmala (Lettonie)
- Liepāja (Lettonie)
- Łódź (Pologne)
- Bergen auf Rügen (Allemagne)
- Saint Gilles Croix de Vie (France)

## Galerie d'image

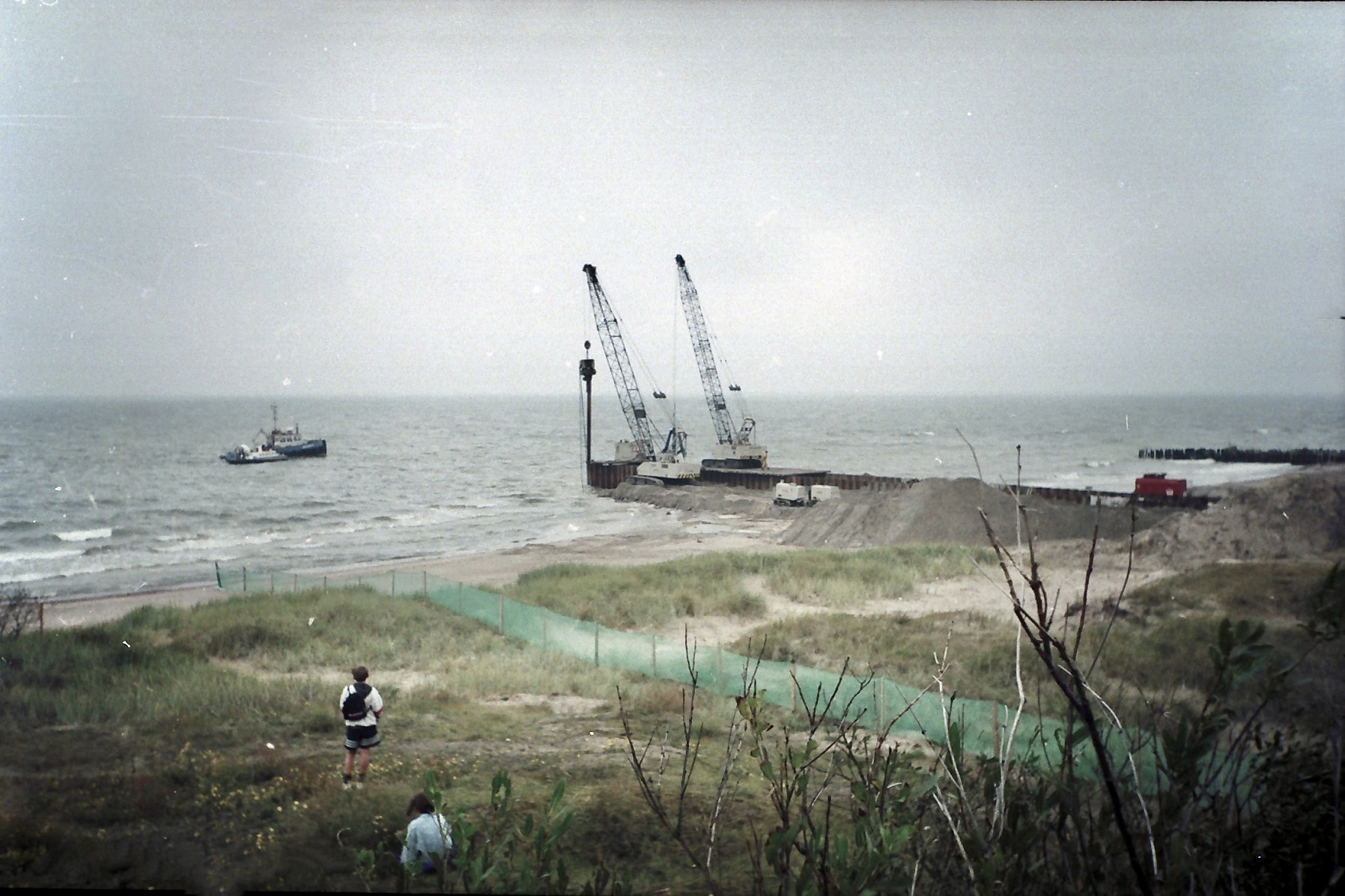
Terminal pétrolier de Būtingė.
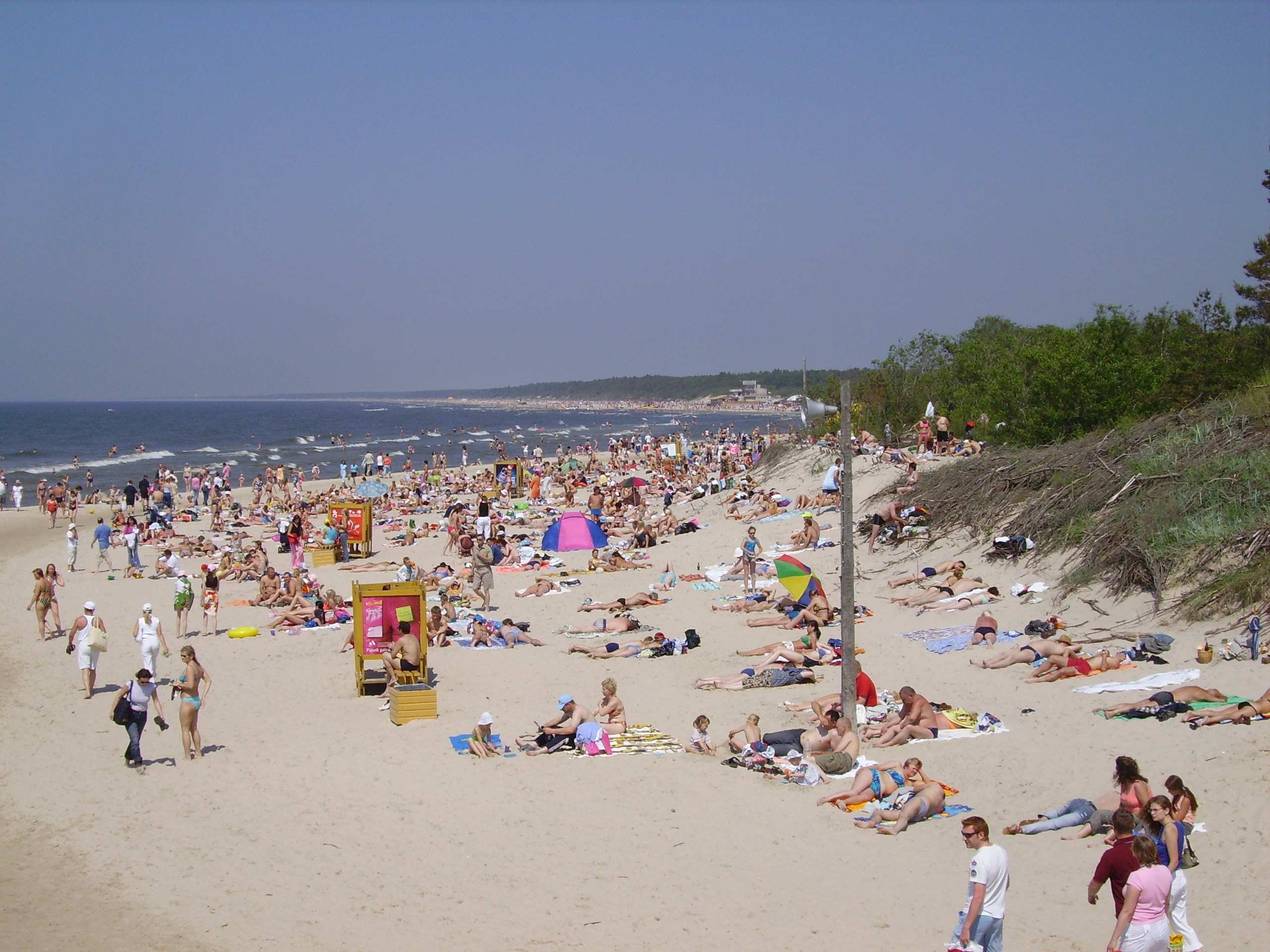
Plage.
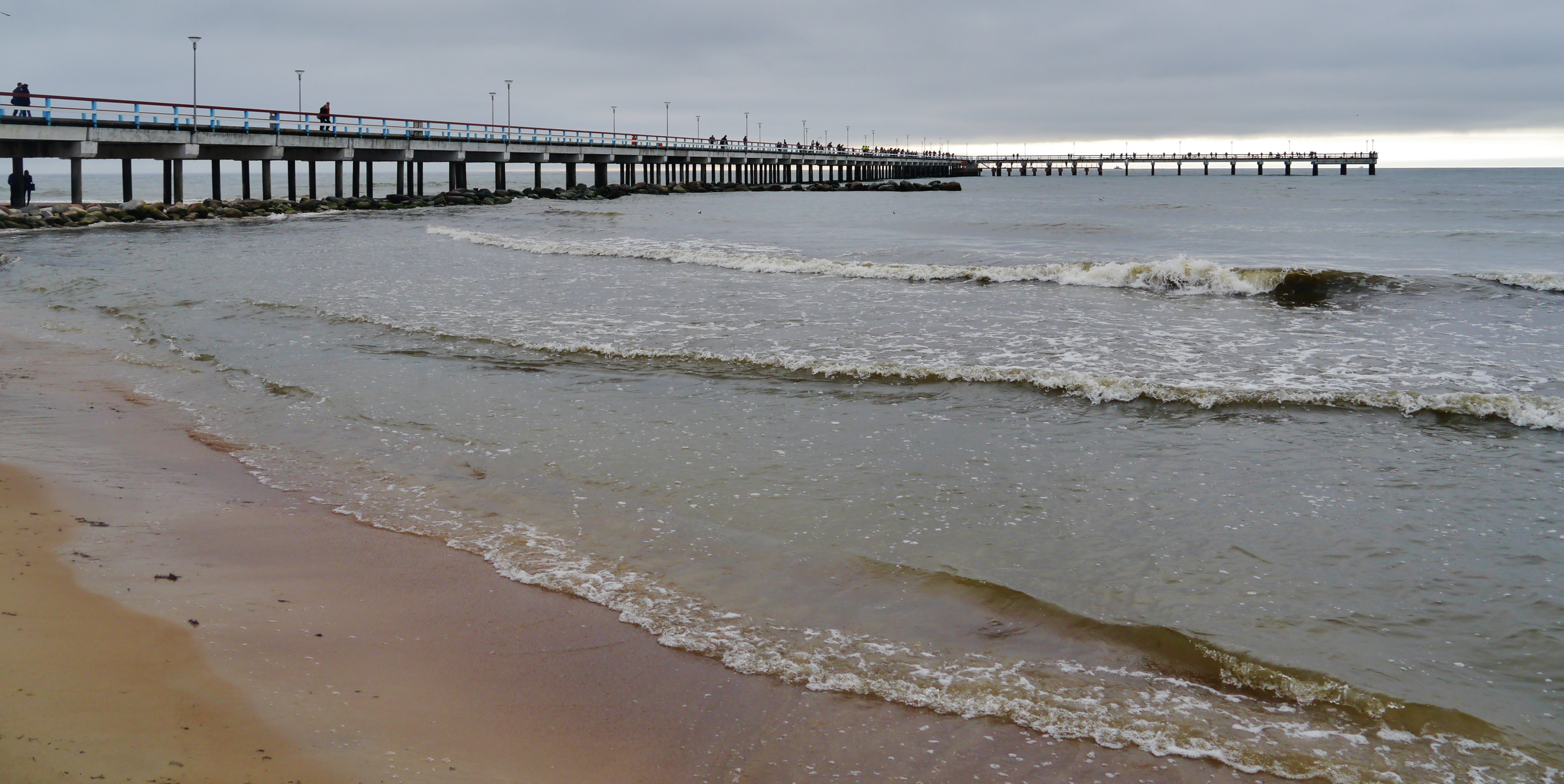
La Jetée.
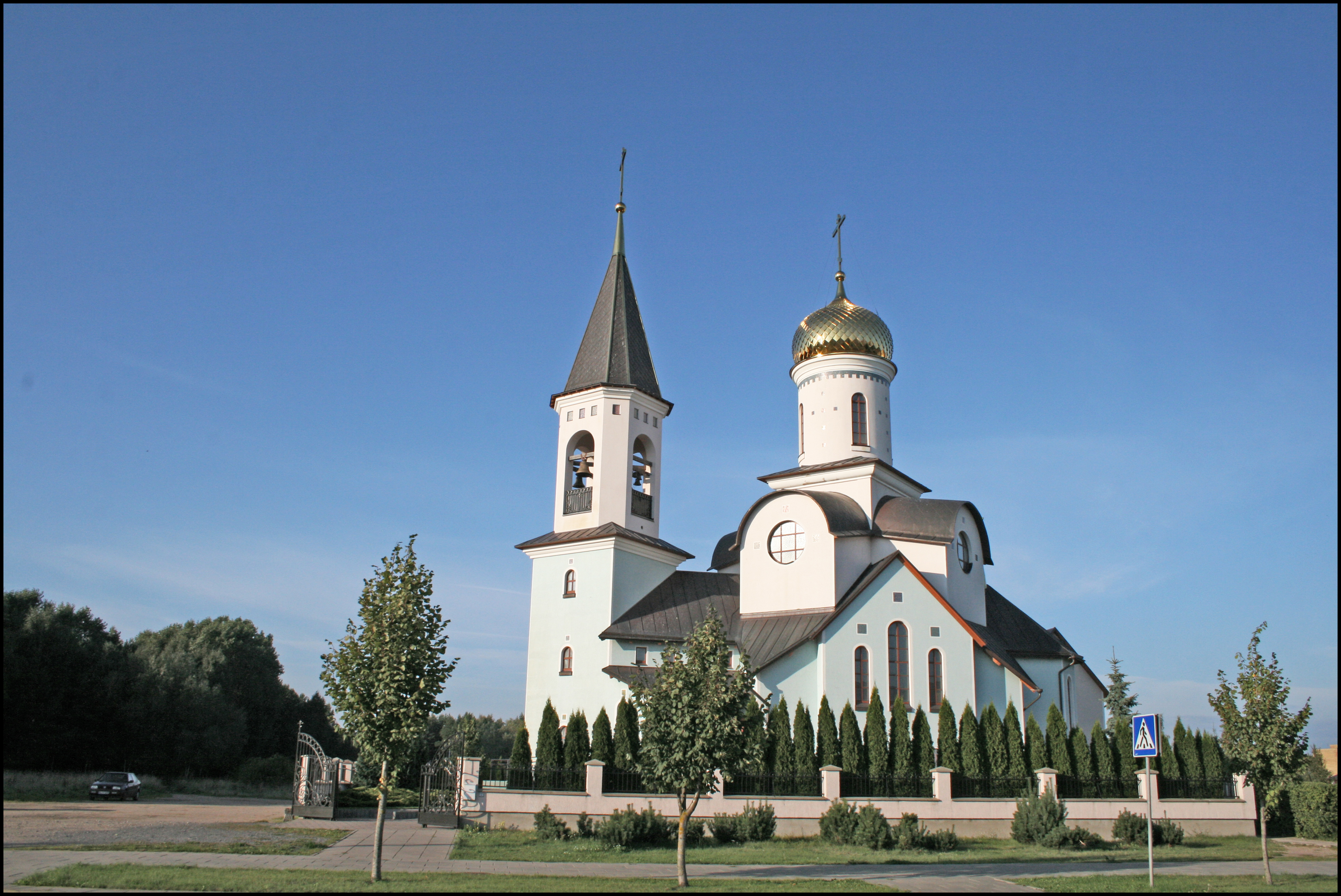
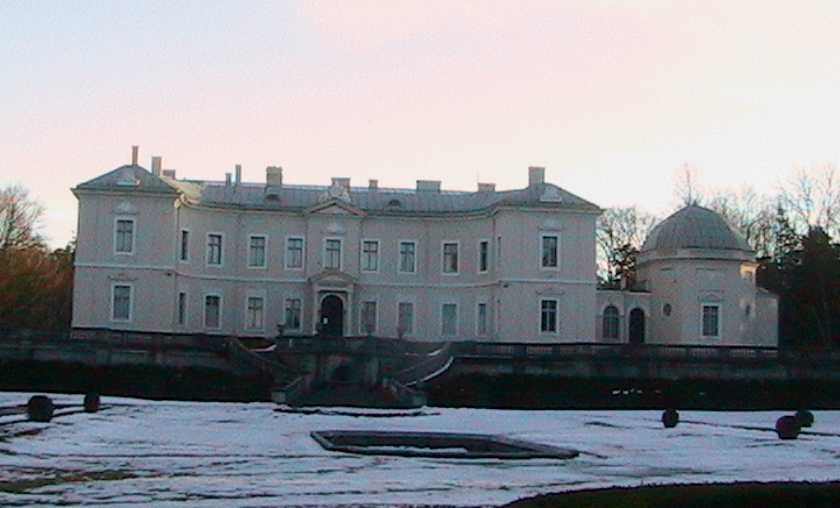
Musée de l'Ambre.
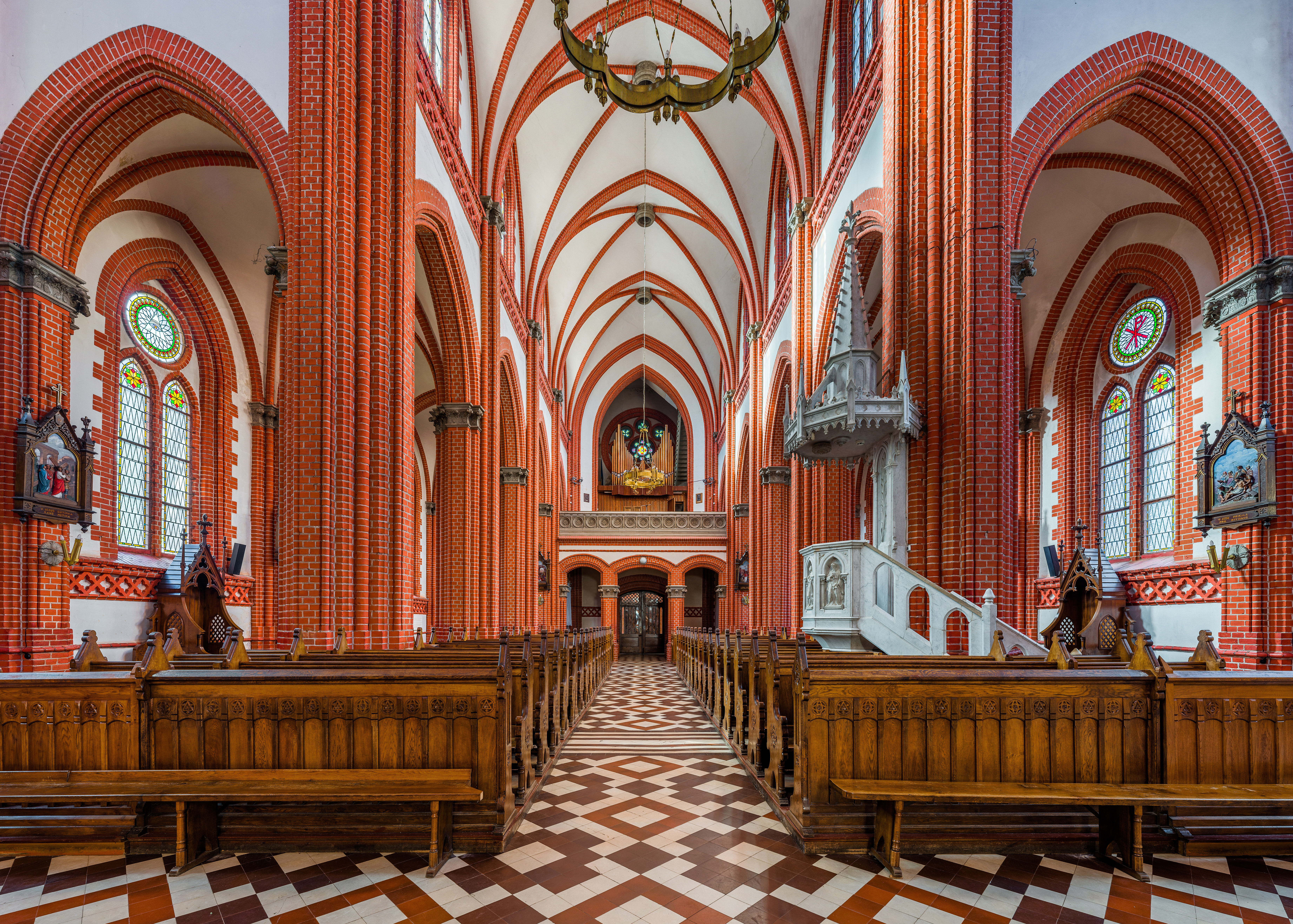
Intérieur de l'église Sainte-Marie.